# Resolució 1156 del Consell de Seguretat de les Nacions Unides
La Resolució 1156 del Consell de Seguretat de les Nacions Unides fou adoptada per unanimitat el 16 de març de 1998. Després de recordar la Resolució 1132 (1997) sobre la situació a Sierra Leone i assenyalant el retorn del president elegit democràticament Ahmad Tejan Kabbah; el Consell, en virtut del Capítol VII de la Carta de les Nacions Unides, va rescindir les sancions de petroli al país, tot i que es va mantenir un embargament d'armes.
El Consell de Seguretat va acollir amb satisfacció la intenció del secretari general Kofi Annan de formular recomanacions sobre el futur paper de les Nacions Unides i la seva presència a Sierra Leone. L'embargament d'armes es revisaria a la llum de nous desenvolupaments i discussions amb el Govern de Sierra Leone.